# Bulbophyllum comberipictum
Bulbophyllum comberipictum là một loài phong lan thuộc chi Bulbophyllum.